# ヒューゴー賞映像部門
ヒューゴー賞 映像部門（Hugo Award for Best Dramatic Presentation）は、ヒューゴー賞の部門の一つ。映像だけでなくスピーチ、ラジオドラマ、音楽、演劇なども対象。2003年から長さ90分を境に長編部門（Long Form）と短編部門（Short Form）に分割された。

## 受賞作一覧

### 1958年から2002年
- 1958年 『縮みゆく人間』
- 1959年 受賞作なし
- 1960年 『トワイライト・ゾーン』
- 1961年 『トワイライト・ゾーン』
- 1962年 『トワイライト・ゾーン』
- 1963年 受賞作なし
- 1965年 『博士の異常な愛情 または私は如何にして心配するのを止めて水爆を愛するようになったか』
- 1967年 『宇宙大作戦』より「タロス星の幻怪人」
- 1968年 『宇宙大作戦』より「危険な過去への旅」
- 1969年 『2001年宇宙の旅』
- 1970年 アポロ11号のテレビ中継
- 1971年 受賞作なし
- 1972年 『時計じかけのオレンジ』
- 1973年 『スローターハウス5』
- 1974年 『スリーパー』
- 1975年 『ヤング・フランケンシュタイン』
- 1976年 『少年と犬』
- 1977年 受賞作なし
- 1978年 『スター・ウォーズ』
- 1979年 『スーパーマン』
- 1980年 『エイリアン』
- 1981年 『スター・ウォーズ エピソード5/帝国の逆襲』
- 1982年 『レイダース/失われたアーク《聖櫃》』
- 1983年 『ブレードランナー』
- 1984年 『スター・ウォーズ　ジェダイの復讐』
- 1985年 『2010年』
- 1986年 『バック・トゥ・ザ・フューチャー』
- 1987年 『エイリアン2』
- 1988年 『プリンセス・ブライド・ストーリー』
- 1989年 『ロジャー・ラビット』
- 1990年 『インディ・ジョーンズ/最後の聖戦』
- 1991年 『シザーハンズ』
- 1992年 『ターミネーター2』
- 1993年 『新スタートレック』より「超時空惑星カターン」
- 1994年 『ジュラシック・パーク』
- 1995年 『新スタートレック』より「永遠への旅」
- 1996年 『バビロン5』より「シャドウ軍団の暗躍」
- 1997年 『バビロン5』より「潰えた願い」
- 1998年 『コンタクト』
- 1999年 『トゥルーマン・ショー』
- 2000年 『ギャラクシー・クエスト』
- 2001年 『グリーン・デスティニー』
- 2002年 『ロード・オブ・ザ・リング』

### 2003年以降
- 2003年
  - 長編部門『ロード・オブ・ザ・リング/二つの塔』
  - 短編部門『バフィー 〜恋する十字架〜』より「死者との会話」"Conversations With Dead People"
- 2004年
  - 長編部門『ロード・オブ・ザ・リング/王の帰還』
  - 短編部門 2003年MTVムービー・アワードにおけるゴクリの受賞スピーチ
- 2005年
  - 長編部門『Mr.インクレディブル』
  - 短編部門『GALACTICA/ギャラクティカ』より「33分の恐怖」"33"
- 2006年
  - 長編部門『セレニティー』
  - 短編部門『ドクター・フー』より「空っぽの少年」「ドクターは踊る」[1]
- 2007年
  - 長編部門『パンズ・ラビリンス』
  - 短編部門『ドクター・フー』より「暖炉の少女」[2]
- 2008年
  - 長編部門『スターダスト』
  - 短編部門『ドクター・フー』より「まばたきするな」（別題「ブリンク」）[3]
- 2009年
  - 長編部門『WALL・E/ウォーリー』
  - 短編部門 Dr. Horrible's Sing-Along Blog
- 2010年
  - 長編部門『月に囚われた男』
  - 短編部門『ドクター・フー』より「火星の水」
- 2011年
  - 長編部門『インセプション』
  - 短編部門『ドクター・フー』より「パンドリカが開く」「ビッグバン」[4]
- 2012年
  - 長編部門『ゲーム・オブ・スローンズ』シーズン1
  - 短編部門『ドクター・フー』より「ハウスの罠」[5]
- 2013年
  - 長編部門『アベンジャーズ』
  - 短編部門『ゲーム・オブ・スローンズ』より「ブラックウォーターの戦い」
- 2014年
  - 長編部門『ゼロ・グラビティ』
  - 短編部門『ゲーム・オブ・スローンズ』より「キャスタミアの雨」
- 2015年
  - 長編部門『ガーディアンズ・オブ・ギャラクシー』
  - 短編部門『オーファン・ブラック 暴走遺伝子』より「カストール」"By Means Which Have Never Yet Been Tried"
- 2016年
  - 長編部門『オデッセイ』
  - 短編部門『ジェシカ・ジョーンズ』より「AKA 笑顔で」"AKA Smile"
- 2017年
  - 長編部門『メッセージ』
  - 短編部門『エクスパンス -巨獣めざめる-』より「巨獣目覚める」"Leviathan Wakes"
- 2018年
  - 長編部門『ワンダーウーマン』
  - 短編部門『グッド・プレイス』より「トロッコ問題」"The Trolley Problem"
- 2019年
  - 長編部門『スパイダーマン:スパイダーバース』
  - 短編部門『グッド・プレイス』より「ジャネット(たち)」"Janet(s)"
- 2020年
  - 長編部門『グッド・オーメンズ』
  - 短編部門『グッド・プレイス』より「答え」"The Answer"
- 2021年[6]
  - 長編部門『オールド・ガード』
  - 短編部門『グッド・プレイス』より「いつでもどうぞ」"Whenever You’re Ready"
- 2022年[7]
  - 長編部門『DUNE/デューン 砂の惑星』
  - 短編部門『エクスパンス -巨獣めざめる-』より「復讐のとき」"Nemesis Games"
- 2023年[8]
  - 長編部門『エブリシング・エブリウェア・オール・アット・ワンス』
  - 短編部門『エクスパンス -巨獣めざめる-』より"Babylon's Ashes"
- 2024年[9]
  - 長編部門『ダンジョンズ&ドラゴンズ/アウトローたちの誇り』
  - 短編部門『THE LAST OF US』より「長い間」"Long Long Time"

## レトロ・ヒューゴー賞
| 年度   | 発表年 | 部門     | 作品名                         |
| ------ | ------ | -------- | ------------------------------ |
| 1939年 | 2014年 |          | 『宇宙戦争』（ラジオドラマ）   |
| 1941年 | 2016年 | 長編部門 | 『ファンタジア』               |
| 1941年 | 2016年 | 短編部門 | 『ピノキオ』                   |
| 1943年 | 2018年 |          | 『バンビ』                     |
| 1944年 | 2019年 | 長編部門 | 『天国は待ってくれる』         |
| 1944年 | 2019年 | 短編部門 | 『フランケンシュタインと狼男』 |
| 1945年 | 2020年 | 短編部門 | 『幽霊は臆病者』               |
| 1945年 | 2020年 | 短編部門 | 『キャット・ピープルの呪い』   |
| 1946年 | 1996年 |          | 『ドリアン・グレイの肖像』     |
| 1951年 | 2001年 |          | 『月世界征服』                 |
| 1954年 | 2004年 |          | 『宇宙戦争』                   |